# Clinodiplosis styracifoliae
Clinodiplosis styracifoliae är en tvåvingeart som beskrevs av Shinji 1944. Clinodiplosis styracifoliae ingår i släktet Clinodiplosis och familjen gallmyggor. Inga underarter finns listade i Catalogue of Life.